# Sergiu Balan
Sergiu Balan (n. 15 august 1987, Chișinău) este un biatlonist și schior de fond moldovean, care a concurat la Jocurile Olimpice de iarnă din 2010.

## Cariera sportivă
Sergiu Balan a început să practice biatlonul începând din anul 2000 la Clubul Sportiv Central al Armatei Naționale (CSCA), unde a fost pregătit de antrenoarea Nadejda Bria. El a participat la prima întrecere internațională în 2005 la Campionatul Mondial de juniori de la Kontiolahti și s-a clasat pe locul 74 la sprint. Acesta a concurat la competițiile de cupă europeană de juniori din sezonul 2005-2006. 
Sergiu Balan a făcut parte din delegația Republicii Moldova la Jocurile Olimpice de iarnă de la Torino (2006). La Campionatele Mondiale de juniori de la Martell (2007), sportivul moldovean a obținut clasări inferioare locului 80. În anii următori, a concurat la Campionatul Mondial de juniori de la Ruhpolding (2008) și la Campionatul European de juniori de la Nové Město na Moravě, terminând pe ultimele locuri. 
Sergiu Balan a participat la Campionatul Mondial de biatlon de vară de la Haute Maurienne (2009). Împreună cu Natalia Levcencova, Victor Pînzaru și Alexandra Camenșcic, el a terminat pe locul 6 în proba de ștafetă mixtă. La Campionatul Mondial de biatlon pentru juniori de la Canmore (2009) a obținut rezultate mai bune, terminând pe locul 45 la individual și pe 47 la sprint. La Obertilliach, el a debutat în sezonul 2008/2009 de cupă mondială, terminând pe locul 119 în proba de sprint. El și-a îmbunătățit ulterior performanțele la Osrblie, unde a fost la un pas să se claseze în primele 40 de locuri. Punctul culminant al sezonului a fost participarea la Campionatul Mondial de Biatlon de la Pyeongchang (2009), unde s-a clasat pe locul 91 la individual și pe locul 105 la sprint. 
Sergiu Balan a concurat și în probe de cupe alpine sau în campionatul național al Republicii Moldova. În plus, a concurat și la Campionatul Mondial de schi fond de la Liberec (2009) și a terminat pe locul 100 în proba de sprint. 
Înainte de olimpiada din 2010, a început să se antreneze la Clubul Sporturilor de Iarnă din Vatra Dornei, împreună cu Petrică Hogiu, Victor Pînzaru și Alexandra Camenșcic, sub îndrumarea antrenorului Vasile Bejenariu, care s-a născut în Câmpulung Moldovenesc. A concurat la Jocurile Olimpice de iarnă de la Vancouver (2010)  în proba de 15 km liber (unde a terminat pe locul 86).
Sergiu Balan locuiește la Chișinău.